# Шеріл Свупс
Шеріл Свупс (англ. Sheryl Swoopes, 25 березня 1971) — американська баскетболістка.
Олімпійська чемпіонка 1996, 2000, 2004 років.
Переможниця Ігор доброї волі 1994 року.
Чемпіонка світу 1998, 2002 років.
Бронзова призерка Чемпіонату світу 1994, 2006 років.

## Особисте життя
У жовтні 2005 року Свупс заявила про свою гомосексуальність, ставши однією з найвідоміших спортсменок у командному виді спорту, які зробили це публічно.